# Чёрмозский завод
Чёрмозский металлурги́ческий заво́д — российское и советское предприятие, действовавшее в Прикамье, в устье Чёрмоза с 1763 года. В XVIII веке завод был частью пермского имения Строгановых, с конца XVIII — в начале XIX века стал административным центром одноимённого горнозаводского округа князей Абамелек-Лазаревых и одним из крупнейших горных заводов Урала.
Завод был основан как медеплавильный, но из-за быстрого истощения местных медных рудников к 1780 году перепрофилировался на производство чугуна и сортового железа. В 1832 году ниже по течению Чёрмоза был построен вспомогательный железоделательный завод, получивший название Чёрмозского Нижнего или Екатерининской фабрики. Основной завод после этого стал называться Чёрмозским Верхним. В дальнейшем заводы по сути работали как единое предприятие, а их продукция учитывалась совместно.
С начала XX века Чёрмозский завод специализировался на производстве мартеновской заготовки, листового железа и изделий из него. В годы Первой мировой войны завод выпускал военную продукцию, в 1918 году был национализирован. В годы Великой Отечественной войны завод производил пластинчатое железо, применявшееся для изготовления гильз, в послевоенные годы помимо листовой стали производил товары народного потребления.
В 1956 году предприятие было закрыто, поскольку заводская территория попала в зону затопления Камского водохранилища. Заводской посёлок дал начало городу Чёрмоз.

## Завод в XVIII веке
Во второй половине XVIII века на землях Строгановых в Прикамье были открыты несколько месторождений медных руд в Палкинском и Батином логах, что стало предпосылкой к строительству в регионе нового медеплавильного завода. Барон Н. Г. Строганов, уже построивший в Прикамье к тому времени Пожевской завод (запущен в 1756 году) и основавший Кыновский завод (запущен в 1761 году), обратился в Берг-коллегию за разрешением на строительство нового завода в 4 верстах от устья Чёрмоза. Указы горной администрации с разрешением на строительство были изданы 27 апреля 1761 года и 18 декабря 1763 года. После смерти Н. Г. Строганова в 1758 году недостроенный завод перешёл по наследству его старшему сыну Григорию, участвовавшему в выборе места под строительство завода и поэтому хорошо знавшему производство. Река Чёрмоз была перегорожена плотиной длиной более 350 саженей, шириной в основании — 37 саженей. Чёрмозский пруд стал одним из самых крупных на Урале, площадь его зеркала достигала 20 квадратных вёрст. В 1763 году Чёрмозский завод был запущен в эксплуатацию в составе 6 медеплавильных печей и 2 рудобойных молотов.
Вскоре выяснилось, что открытые месторождения медистых песчаников быстро истощаются и не могут обеспечить потребности завода в руде. В результате в 1763 году завод выплавил лишь 75 пудов меди, в 1765 году — 1,6 тыс. пудов. В этот период были открыты местные залежи железной руды и Кизеловское каменноугольное месторождение, что способствовало реорганизации завода в железоделательный. В 1766 году Г. Н. Строганов обратился в Берг-коллегию за соответствующим разрешением, которое было получено 14 декабря того же года, а в 1767 году на заводе уже была построена доменная печь и 6 кричных молотов.
В 1768 году на заводе работали 6 медеплавильных печей, домна и 6 кричных молотов. За этот год было выплавлено 2,4 тыс. пудов меди, 77,1 тыс. пудов чугуна и выковано 51,4 тыс. пудов железа. Медная руда поступала с Яйвинского рудника, железная руда — с Губахинского и Кизеловского рудников. К 1771 году все имевшиеся запасы медных руд были исчерпаны. На добычных работах были заняты крепостные крестьяне, на перевозке руды также работали крепостные, но привлекались и вольнонаёмные рабочие. Готовая продукция завода речным транспортом отправлялась для продажи на ярмарки в Нижний Новгород и Ярославль.

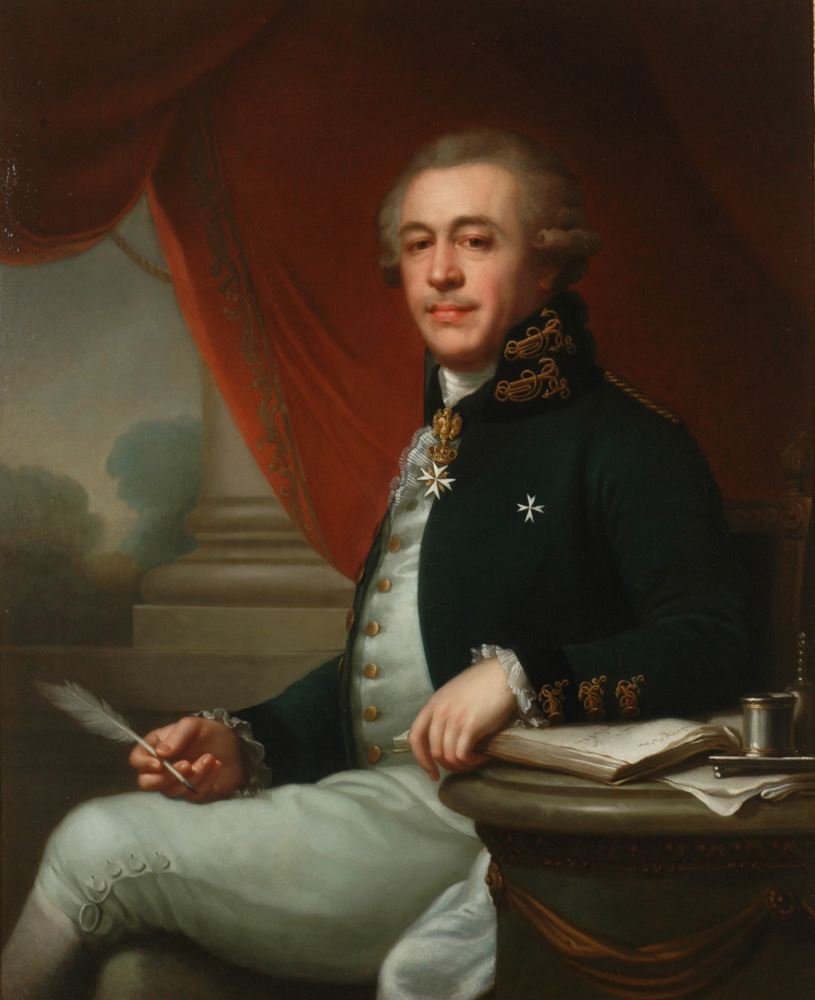
И. Л. Лазарев, владелец завода в 1788—1801 годах

В 1777 году Григорий Николаевич Строганов скончался, не оставив наследников. После раздела имущества Чёрмозский завод перешёл во владение Александра Николаевича и его племянника Александра Сергеевича Строгановых. 3 марта 1777 года Чёрмозский завод был арендован у Строгановых придворным ювелиром И. Л. Лазаревым с братьями за 40 тыс. рублей в год. После подписания договора только на оплату долгов завода у Лазарева с партнёрами ушло около 240 тыс. рублей. 20 апреля 1778 года Лазарев полностью выкупил завод за 450 тыс. рублей, став единоличным владельцем заводского имения, включавшего 777 тыс. десятин земли и 7142 душ крестьян. Для управления заводами Лазарев пригласил английского механика Иосифа-Самуила Гилля и тульского купца Якова Макаровича Антюфеева с сыном Яковом, управляющим был назначен Я. Д. Ипанов, выходец из крепостных Строгановых. Жалованье Антюфеевых составляло по 300 рублей в год, Ипанова — 350 рублей, Гилля — 3000 рублей в год. Для контроля действий управляющего Лазарев завёл в Чёрмозе информаторов, снабжавших его информацией независимо от Ипанова. Позднее Лазарев построил на купленной у Строгановых земле ещё два металлургических завода — Кизеловский и Полазнинский.

### Переход на производство железа
В 1778 году было выплавлено 45 пудов меди, а в 1779 году, ставшем последним для медеплавильного производства в Чёрмозе, — 29 пудов. За 15 лет работы Чёрмозский завод выплавил суммарно около 9 тыс. пудов меди. По состоянию на 1780 год в составе завода функционировала доменная печь и 12 кричных молотов. За этот год было произведено 116,4 тыс. пудов чугуна и 37,7 тыс. пудов железа. Будучи опытным хозяйственником, Лазарев решил развивать в Чёрмозе доменное и прокатное производство: 12 ноября 1781 года запустили в эксплуатацию вторую домну, а 23 августа 1782 года под руководством механика Гилля в Чёрмозе был запущен первый на Урале прокатный стан. На месте двух старых кричных фабрик были построены две новые фабрики на 12 горнов. Также была реконструирована заводская плотина и запущен новый стан для производства резного железа. Кроме того по инициативе Лазарева была создана постоянно действующая бригада рудокопов, что позволило стабилизировать поставки руды. В 1784 году Иван Лазаревич впервые посетил завод, обеспокоенный снижением качества производимого металла. В 1793 году дополнительно были построены углевыжигательные печи, вагранка и новая лесопилка. Вместе с предприятием развивался и заводской посёлок. Современные исследователи отмечают большое внимание, уделявшееся владельцами Чёрмозского завода застройке посёлка и завода. Наряду с заводскими постройками дворовые территории были аккуратно оформлены и поддерживались в чистоте и порядке.
Проведённые реконструкции и обновление оборудования позволили нарастить производительность завода, но объёмы производства чугуна и товарного железа в конце XVIII века значительно колебались из-за нестабильного спроса на готовую продукцию. В 1790-х годах нестабильность в объёмах производства чугуна сохранилась, а объёмы производства железа, напрямую зависевшие от выплавки чугуна, колебались соответственно. Готовая продукция отправлялась в Петербург, а также шла на экспорт в Англию. Также завод выполнял разовые заказы для военного ведомства: в 1788 году было произведено 5,7 тыс. пудов бомб и ядер, которые были отгружены в Калугу и Петербург. Ближе к концу XVIII века завод столкнулся с нехваткой железной руды, поэтому с этого времени в доменной плавке начали использовать отходы металлургического производства — окалину и шлаки. Это привело к заметному снижению качества готового железа и отказу от экспорта продукции в Англию.
В 1797 году в составе завода продолжали работать две домны, также действовали четыре молотовых фабрики с 24 кричными горнами и 20 кричными молотами. В феврале 1799 года первая доменная печь, построенная на заводе, была заменена новой.

## Завод в XIX веке
Согласно вашего повеления от 23 августа, полученного 15 сентября, Главное правление с подьячими, копиистами и писцами из Ново-Усольских соляных заводов в Чёрмозский железоделательный завод переведено и сего сентября 18 дня учреждено, где прежде было вотчинное, которое ныне стало заводское правление

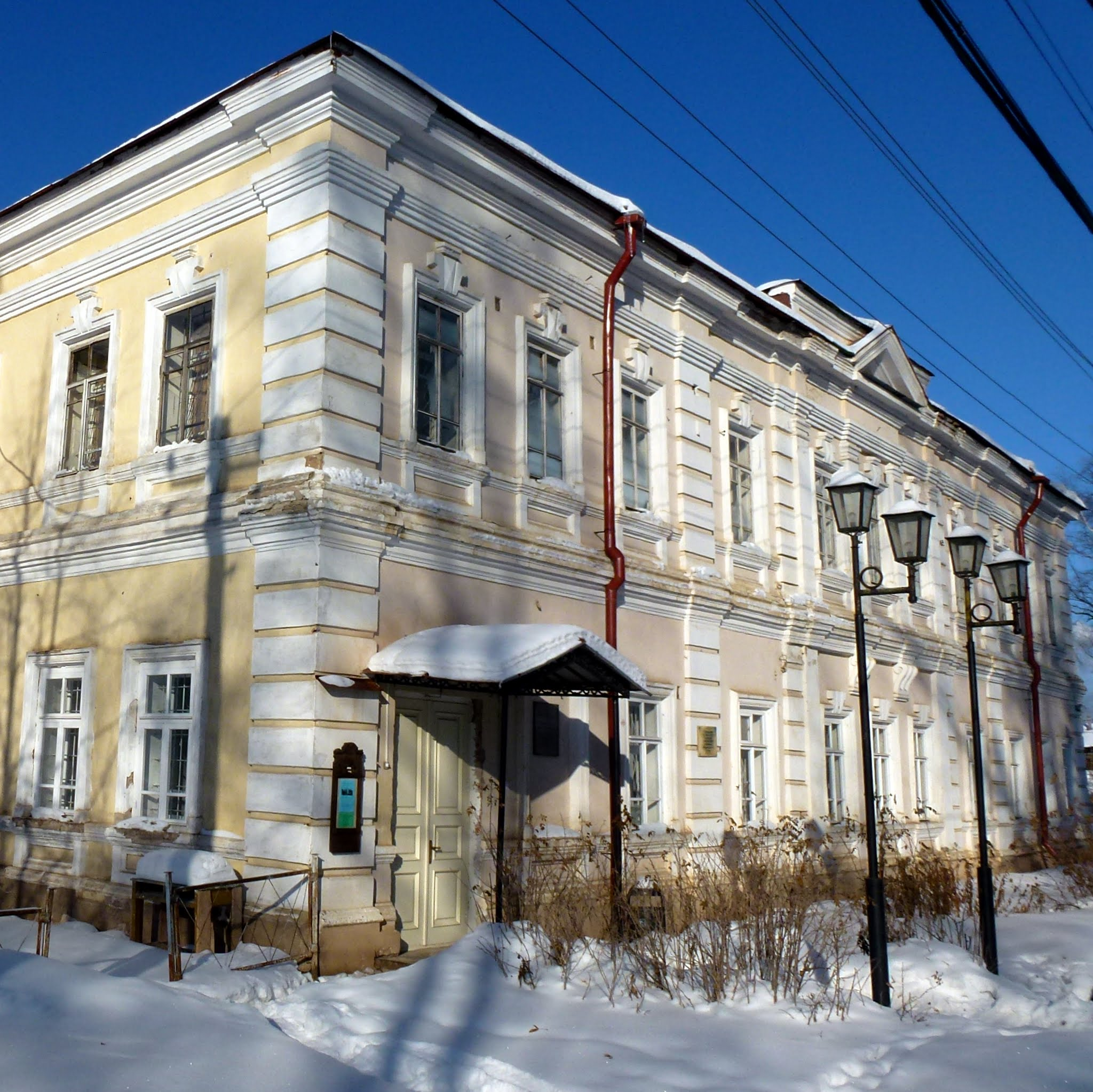
Здание бывшего Главного правления Пермским имением Лазаревых (ныне Чёрмозский историко-краеведческий музей)

В 1800 году Лазарев учредил в Чёрмозе Главное правление железных и соляных заводов, сосредоточив управление своим пермским имением в одном месте. Главой правления был назначен Я. Д. Ипанов. В 1801 году после смерти И. Л. Лазарева владельцем завода стал его брат Еким Лазаревич Лазарев, продолживший наращивание производственных мощностей и освоение новых видов продукции. В 1803 году Е. Л. Лазарев выдал вольную обоим сыновьям Ипанова за его заслуги в управлении заводским имением, сам же Ипанов был освобождён от крепостной зависимости лишь 3 февраля 1808 года, за 5 месяцев до своей кончины. С 1804 года на новом проволочном стане было освоено производство проволоки, но вскоре было прекращено из-за большого количества травм рабочих. В 1809 году, по данным П. Е. Томилова, заводская плотина имела длину 357,8 м, ширину 42,6 м, высоту 8,5 м, на заводе функционировала домна с 4 чугунными цилиндрическими мехов, печь для сушки опок. Рядом с доменной фабрикой располагались фурмовая мастерская, 1 домна меньшего размера для переплавки отходов производства, 2 кузницы и вспомогательные мастерские. В двух деревянных кричных фабриках находилось 14 горнов и 8 молотов, в 2 каменных кричных фабриках — 16 горнов и 16 молотов. При этом часть оборудования простаивала из-за недостатка воды в заводском пруду. В этот период завод выпускал в основном полосовое и разносортное железо. Плющильная фабрика была снабжена 3 нагревательными печами, 3 станами и ножницами для резки металла. Также на заводе была токарная и резная фабрика, оснащённая резным и плющильным станами и нагревательными печами. Руда поставлялась гужевым транспортом с Кизеловского и Артемьевского рудников до пристаней, далее — сплавлялась по Косьве и Каме до Чёрмоза. Древесный уголь производился из собственного леса в куренях, расположенных на расстоянии в 10—25 вёрст от завода.
В 1807 году для стимулирования горнозаводской промышленности накануне войны Сенат разрешил владельцам заводов производить неограниченное количество чугуна. Это привело к затариванию складов на заводах, коснувшись и Чёрмозского, на складах которого к 1808 году накопилось 700 тыс. пудов чугуна, не нашедшего покупателей, что стало причиной значительных убытков.

### Отечественная война и строительство Нижнего завода

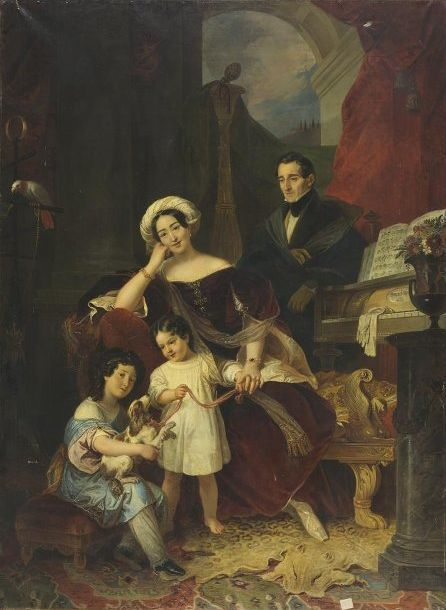
Х. Е. Лазарев с детьми и супругой Екатериной Эммануиловной, в честь которой был назван Чёрмозский Нижний завод

В 1812 году для обеспечения нужд армии во время Отечественной войны завод получил заказ на производство 10,5 тыс. штук 13-фунтовых бомб, 50 тыс. штук 6-фунтовых бомб и 500 тыс. штук картечи. Это позволило улучшить финансовое положение завода. Для изготовления дроби были использованы мощности ранее законсервированного проволочного производства. В 1815 году на Чёрмозском заводе под руководством тульского мастера Г. И. Ревазова было освоено производство слесарного инструмента, ножей, вилок, хирургического инструмента, а также томлёной стали, которое быстро прекратилось. В 1817 году была построена первая гвоздарная мастерская.
В 1826 году завод перешёл по наследству к сыновьям Екима Лазаревича Ивану, Лазарю и Христофору, фактически управлявшему пермским имением отца уже с 1812 года. После передела собственности между братьями завод перешёл в единоличное владение Христофора Екимовича Лазарева. Для расширения производства в 1828 году он начал постройку вспомогательного завода в двух верстах ниже по течению Чёрмоза. Новый завод был запущен в 1832 году и получил название Чёрмозского Нижнего или Екатерининского в честь супруги Лазарева Екатерины Эммануиловны. Иногда новый завод называли просто Екатерининской фабрикой, а основной завод после этого стал называться Чёрмозским Верхним. При этом по сути два завода были единым производственным комплексом, а их продукция учитывалась совместно. На Нижнем заводе работали 4 молота, в 1832 году были дополнительно построены резной и прокатный станы. Кричное железо, выпускавшееся Верхним заводом, перерабатывалось на Нижнем в листовое, шинное и резное. Близость судоходной Камы обеспечивала удобство отгрузки готовой продукции, но в то же время приводила к частым подтоплениям заводской территории во время весенних паводков, поэтому оба Чёрмозских завода в среднем работали около 220 дней в году.
17 марта 1830 года на Верхнем заводе была запущена паровая воздуходувка, обеспечивавшая дутьём 4 кричных горна. В 1831 году из-за эпидемии холеры в Чёрмозе было приостановлено производство железа. В июле 1838 года завод освоил пудлингование. В этом же году Чёрмозский завод вторым на Урале начал применять в производстве горячее дутьё.
В начале 1840-х годов на Чёрмозском Верхнем заводе работала 1 доменная печь, кричная, пудлинговая, прокатная, резноплющильная, токарная и слесарная фабрики. Домна выплавляла в среднем 450—500 пудов чугуна в сутки, потребляя в качестве руды бурые железняки со средним содержанием железа около 45 %. В этот период завод постоянно работал в условиях дефицита железной руды, не имея собственных рудников и доставляя руду из месторождений Кизеловского завода. В 1848 году были построены новые отражательные печи для переплавки чугуна, к началу 1850-х годов завод освоил контуазский способ производства железа.
Несколько раз владельцы пытались наладить стекольное производство на Чёрмозском заводе. Первые опыты в этом направлении в 1818 году проводил владимирский мастер Иван Ларионович Листвин. Стекло получалось зеленоватым, с радужным оттенком и быстро выветривалось. Из-за низкого качества продукции производство прекратилось в 1820 году. Вторая попытка была предпринята в 1844 году. На этот раз основной причиной неудачи была низкая рентабельность производства, которое в итоге было свёрнуто в 1848 году.
В 1859 году площадь лесной дачи Чёрмозского горнозаводского округа составляла 618,6 тыс. десятин, в том числе 534,9 тыс. десятин леса. Энергетическое хозяйство завода в этот период состояло из 33 водяных колёс общей мощностью в 588 л. с. Численность заводских рабочих в 1860 году составляла 897 человек, в 1861 году — 858 человек, в 1862 году — 722 человека, в 1863 году — 878 человек на основных работах и 128 человек на вспомогательных. В 1863 году количество водяных колёс увеличилось до 36, также появились 2 паровые машины общей мощностью в 32 л. с. Завод испытывал нехватку рабочей силы, в особенности на вспомогательных работах, что сказывалось на общей производительности предприятия. Недостающих рабочих переводили с Полазнинского и Хохловского заводов.
В 1863 году Х. И. Лазарев удалился от дел, переехав в своё подмосковное имение, и передал управление заводом зятю, князю С. Д. Абамелек-Лазареву, не предоставив ему, однако, полноты административных полномочий. После смерти Х. И. Лазарева произошёл очередной передел собственности между его дочерьми. Елизавета Христофоровна Абамелек-Лазарева, выкупив у сестёр их доли наследства, в 1871 году стала владелицей Чёрмозского горного округа, передав управление супругу С. Д. Абамелек-Лазареву.

### После отмены крепостного права
В отличие от других металлургических заводов Урала, Отмена крепостного права не оказала существенного влияния на объёмы производства Чёрмозских заводов, а с начала 1870-х годов темпы производства стали возрастать. В 1870—1880-х годах была произведена реконструкция заводского оборудования, устаревшие кричные горны были демонтированы, вспомогательные работы были отданы подрядчикам. В 1876 году были построены 3 сварочные печи и кузнечный горн для ковки тяжеловесных вещей, в 1877 году было реконструировано гидравлическое хозяйство и построен прокатный стан с приводом от паровой машины. В 1884 году доменная печь была реконструирована с увеличением высоты, также завод обзавёлся паровым молотом усилием в 2,5 т. В 1887 году на заводе была установлена рудная дробилка системы Блека, были реконструированы печи для обжига руды, привод прокатного стана с деревянного водяного колеса был переведён на турбину Жонваля мощностью в 60 л. с. В этот же период началось строительство новой домны эллиптического сечения.
С 1875 года управляющим Чёрмозским горнозаводским имением был назначен Н. Н. Новокрещённых, зарекомендовавший себя в качестве эффективного руководителя. Новый управляющий занимался модернизацией оборудования, повышением эффективности производств и развитием кадров. К его заслугам относят оптимизацию загрузки шихты в домну, позволившую повысить её производительность. В своих отчётах и письмах он докладывал С. Д. Абамелек-Лазареву о неприемлемом уровне брака на заводах, о необходимости организации женских училищ, ходатайствовал о назначении пенсий и пособий травмированным на производстве мастеровым, а также вдовам и детям умерших работников. В 1888 году Новокрещённых отступил от дел, а в 1899 году опубликовал книгу, посвящённую истории Чёрмозского завода, ставшую ценным источником информации для историков и краеведов.
В 1889 году на основных заводских работах было занято 980 человек, на вспомогательных — около 5 тыс. человек. Помимо чугуна и железа Чёрмозский завод производил запасные части собственного оборудования и для ремонта пароходов и паровых машин на местных пристанях. В этот же период недостаток чугуна и листовой заготовки начали компенсировать поставками металла с Кизеловского и Полазнинского заводов. Готовая продукция сбывалась на ярмарках в Лаишеве и Нижнем Новгороде. Заводовладельцы активно участвовали в промышленных выставках для продвижения продукции на рынке. На Сибирско-Уральской выставке 1887 года в Екатеринбурге С. Д. Абамелек-Лазарев получил большую золотую медаль за качество угля и железа. На выставке Волжско-камского края и Востока 1890 года в Казани продукция округа Чёрмозских заводов, включая бытовые изделия из древесины, экспонировалась в специально построенном из листового железа павильоне. По итогам выставки С. С. Абамелек-Лазарев был награждён тремя золотыми и большой серебряной медалью. Листовое железо Чёрмозских заводов также экспонировалось на Всемирной выставке 1893 года в Чикаго и Всероссийской выставке 1896 года в Нижнем Новгороде.

### Объёмы производства
В 1890-х годах объём производства металлов на Чёрмозском заводе значительно вырос. К концу XIX века обострилась проблема обеспечения завода древесным углём из-за постоянного удаления куреней от завода вследствие вырубки лесов. Помимо угля на заводе использовали в качестве топлива Кизеловский каменный уголь, антрацит и нефть. Чёрмозский завод наряду с Александровским был одним из первых уральских металлургических заводов, начавших использовать местный каменный уголь для выплавки чугуна.
К концу XIX века Чёрмозский завод существенно нарастил объёмы производства. Ежегодная выплавка чугуна достигала 0,5 млн пудов, выделка железа — 0,8 млн пудов.

## Завод в XX веке

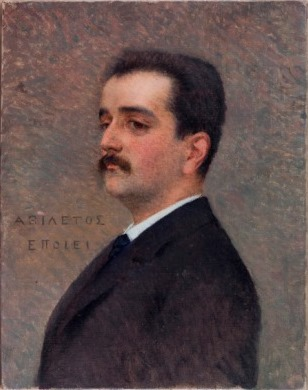
С. С. Абамелек-Лазарев, владевший заводом с 1902 года

Чёрмозский завод в начале XX века
В начале XX века на работе Чёрмозского завода сказался общий экономический кризис, спровоцировавший снижение спроса на металлургическую продукцию. Завод стал снижать объёмы производства чугуна, по-прежнему испытывая дефицит руды, и наращивать производство стали. Попытки закупа руды на Тагильских и Кушвинских рудниках показали убыточность производства из-за низкого качества руды, от которой по сути отказались местные уральские металлурги, и высоких затрат на транспортировку, поскольку доставка руды и угля на завод осуществлялась только речным и гужевым транспортом. Уральская горнозаводская железная дорога, запущенная в 1878 году, была проложена в стороне от Чёрмоза, что делало этот вид транспорта недоступным для завода. В 1900 году в новом корпусе, сооружённом из металлических конструкций и снабжённом вспомогательным оборудованием с паровым приводом, была построена мартеновская печь объёмом в 20 т, заложенная в июле 1899 года, и завершено строительство прокатной фабрики. В 1902 году завод перешёл в собственность С. С. Абамелек-Лазарева, который продолжил вкладывать средства в обновление оборудования. В том же году на заводе был построен новый прокатный стан с приводом от турбины «Виктор». В 1903 году была окончательно остановлена доменная печь, выплавка собственного чугуна на заводе прекратилась. В 1904 году между Нижним и Верхним Чёрмозскими заводами была построена железная дорога длиной в 2 версты для перевозки грузов, в 1905 году были смонтированы прессы для штамповки лопат. В 1905 году заводское энергетическое хозяйство состояло из 9 турбин общей мощностью в 1100 л. с., 6 паровых машин общей мощностью в 1215 л. с. и 4 локомобилей общей мощностью в 140 л. с. В этот период на основных работах были заняты 1287 человек, на вспомогательных — 520 человек.
Заводской посёлок, давший начало городу Чёрмоз и бывший административным центром Чёрмозского горнозаводского округа, также развивался вместе с заводом. В начале XX века в посёлке насчитывалось около 6 тыс. жителей, была церковь, три училища, почтово-телеграфное отделение, больница, а также метеорологическая станция Уральского общества любителей естествознания. В этот период ежегодно с заводской пристани на Каме производилась отгрузка около 60 тыс. пудов металла на сумму более 600 тыс. рублей.
С 1904 года Чёрмозские заводы производили мартеновский полуфабрикат, листовое и кровельное железо из него и отливки разного рода. Металлолом для мартеновских печей закупался на местном рынке. В 1906 году на заводе произошли волнения рабочих, вызванные ухудшением условий труда из-за нестабильного сбыта продукции. В 1908 году была построена вторая мартеновская печь, объёмы производства вновь стали расти. В этот же период на заводе были закрыты морально устаревшие производства, произведена масштабная модернизация оборудования. Чёрмозский горнозаводский округ, объединивший два Чёрмозских, Кизеловский и Полазнинский заводы, охватывал территорию в 830 тыс. десятин, включая 765 тыс. десятин лесных угодий.

### Военные и революционные годы
В годы Первой мировой войны завод выпускал военную продукцию. Из-за мобилизации населения на заводе работали военнопленные, а с 1915 года — наёмные рабочие из Китая. После смерти не оставившего наследников С. С. Абамелек-Лазарева в 1916 году Чёрмозскими заводами продолжило управлять Главное правление заводов и контора в Санкт-Петербурге. 1 марта 1918 года Чёрмозские заводы были национализированы. В декабре того же года Чёрмоз заняли белогвардейцы, установившие в городе комендантский час, в результате чего завод был остановлен. Выплавка стали возобновилась только 30 июня 1919 года после освобождения Чёрмоза от белых. В 1920-е годы в работе оставались мартеновский и прокатный цехи, завод производил мартеновские слитки и кровельное железо. В условиях общей разрухи и дефицита ресурсов Чёрмозский завод, работая в убыток, остался единственным действующим в Прикамье металлургическим заводом среди предприятий, имевших выход к судоходной реке. Относительная стабилизация поставок сырья и производства наметилась лишь с 1924 года. С 1922 по 1936 год в состав Чёрмозского завода входил Майкорский завод, снабжавший его чугуном, металлолом поставлялся водным путём с Пожевского, Воткинского и Юго-Камского заводов.
В 1930-х годах на Чёрмозском заводе было начато производство высокосортного листа, объёмы выплавки стали стабильно росли: в 1932 году было произведено 33 700 т стали, в 1938 году — 48 944 т. Дефицит топлива на заводе частично компенсировали добычей торфа на местных месторождениях. В 1940 году вручную было добыто 6400 т торфа. В годы Великой Отечественной войны Чёрмозский завод производил пластинчатое железо, применявшееся для изготовления патронных гильз. Из-за общей мобилизации к заводским работам привлекались девушки и женщины. В листопрокатном цехе было организовано обучение неопытных рабочих. В марте 1942 года на заводе появились первые фронтовые бригады. С открытием навигации в весенний период часть рабочих из основных цехов переводили на погрузочно-разгрузочные работы на пристани, что приводило к невыполнению плановых объёмов производства. Для исключения таких случаев зимой 1942—1943 годов на Камской базе механизации был смонтирован портальный кран грузоподъёмностью в 5 т, четыре конвейера и эстакада длиной 75 м. Это позволило существенно нарастить грузооборот базы.
В послевоенные годы помимо листовой стали завод производил товары народного потребления (вёдра, гвозди и другие).

### Последние годы
С начала 1950-х годов информация о готовящемся начале строительства Камской ГЭС и потенциальном затоплении города и завода сказывалась на работе предприятия, начался отток кадров. В апреле 1954 года Кама была перекрыта плотиной, началось формирование Камского водохранилища, в зону затопления которого попала территория Чёрмозских заводов. В конце 1955 — начале 1956 года начался демонтаж оборудования, предприятие было закрыто. Часть рабочих была занята на расчистке будущего ложа водохранилища. Пригодные для дальнейшей эксплуатации агрегаты были перевезены на другие заводы региона, остальное вывозили в качестве лома, стройматериалы распродавались. 27 февраля 1956 года в 10 часов утра в Чёрмозе прозвучал последний заводской гудок. В этот же день заводская плотина была разрушена, пруд спущен, образовав залив Камского водохранилища. Низинная часть Чёрмоза и заводская территория были затоплены.